# Зграда Соколског дома у Чачку
Зграда Соколског дома у Чачку је грађевина која је саграђена 1912—1914. године. С обзиром да представља значајну историјску грађевину, проглашена је непокретним културним добром Републике Србије. Налази се у Чачку и под заштитом је Завода за заштиту споменика културе Краљево.

## Локација
Зграда Соколског дома у Чачку налази се у Улици цара Душана 10, катастарској парцели број 454 К.О. Чачак, у јавној својини.
Простор се налаи у оквиру градског центра и функционално је дефинисан садржајима јавне намене (судство, култура, спорт). Предметни простор је са северне стране ограничен Кабларском улицом, са западне Улицом краља Петра I, са југозападне Улицом цара Душана и источне помоћним објектима у функцији цркве. Објекат физичке културе - „Соколана“ налази се у југозападном делу предметног простора, са приступом из Улице краља Петра I и Улице цара Душана.

## Архитектура
Зграда Соколског дома у Чачку подсећа на железничке станице које су се градиле у то време Зграда има основу крста, кровови су двоводни, а фасаде симетрично обрађене у академском маниру.
Зграда је саграђена у еклектичном духу заснованом на принципима академизма, симетрично компоноване фасаде са истуреним средњим ризалитима и ритмично распоређеним отворима. Дом у основи има облик слободног крста који чине главни подужни тракт у коме је смештена дворана – вежбаоница и два шира ризалита подигнута на средини дужих фасада у којима су смештени улази, степеништа, канцеларијске и помоћне просторије (свлачионице, оставе за реквизите, тоалети). Састоји се од приземља и спрата, a подруми су смештени испод ризалита. 

## Историјат
„Соколана” у Чачку је најстарији објекат те врсте у Краљевини Србији. По свом укупном изгледу не спада у национални стил који је негован приликом градње оваквих објеката.
Зграда је саграђена за смештај Соколског друштва „Танаско Рајић”, спортске организације и патриотског покрета заснованог на развијању духа и тела, физичке културе и васпитавању омладине. Припреме за изградњу Соколског дома су започете 1911. године, а вођење послова је поверено најугледнијим људима. Организоване су бројне акције прикупљања новца за изградњу Дома, а највећи део средстава је обезбеђен из фонда за подизање споменика Танаску Рајићу уз обавезу да Дом носи његово име. 
Чачанска општина је дала већу количину грађевинског материјала и камен темељац је положен крајем 1912. године. Изградња није прекидана ни током Балканских ратова, нити је изостајао добровољни физички рад. Радови су окончани на пролеће 1914. године, али је почетак Првог светског рата онемогућио планирано освећење и свечано отварање. Током рата Соколски дом је једно време коришћен као болница, а током окупације аустроугарски војници су га користили као шталу. Радови на поправци након рата су дуго трајали јер је било тешко сакупити неопходан новац за грађевински материјал, гимнастичке справе и потребне реквизите. Дом је свечано освећен 22. јуна 1926. године. У периоду између два светска рата Дом је одиграо значајну улогу у развоју физичке културе и спорта, а коришћен је и за културне и друштвене догађаје.

## Соколско друштво у Чачку
Оснивање Соколског друштва и градња Соколане у Чачку били су подстакнути политичким догађајима. Наиме, након анексије Босне и Херцеговине од стране Аустро-Угарске 1908. године, у свим већим местима Краљевине Србије почео је упис добровољаца. У Чачку је основана Добровољачка легија „Танаско Рајић”, која је покренула и један лист, под називом „Рајића топ”. Ученици IV, V, и VI разреда чачанске Гимназије су тражили од директора, а он им је и допустио, да вежбају руковање оружјем у касарни, под руководством официра. Поред гимнастике и руковања оружјем, овде су вршена и бојева гађања. Планирано је да се створи ђачка добровољачка легија. Сви ови догађаји претходили су оснивању Соколског друштва у Чачку.
Управу Друштва сачињавали су: др Крста Драгомировић – лекар (зет војводе Степе Степановића), Веса Милекић – председник општине, Стеван Крен – индустријалац, Љубомир Кордић – адвокат, Влада Војиновић – директор Гимназије, Милисав Терзић – трговац. 
Већ на првој оснивачкој скупштини Сокола у Чачку 1910. години одлучено је да се у вароши подигне соколски дом.

## Значај
Значајан је и допринос Соколског друштва у изједначавању полова, кроз организовање вежби за женске и мушке чланове, а посебно увођењем функције начелнице 1926. године која се брине о женским члановима Друштва. Прва библиотека у Чачку је основана у згради Соколског дома 1931. године.
Зграда Зграда Соколског дома у Чачку је проглашена за непокретно културно добро врста - споменик културе на основу Одлука Владе Републике Србије 05 број 633-13124/2020 од 9. јануара 2020. године (Службени гласник Републике Србије“ број 1 од 10. јануара 2020. године)
Територијално надлежан завод за Зграда Учитељског дома у Чачку је Завод за заштиту споменика културе Краљево. Број у централном регистру је СК 2237 од 10.6.2020. године а број 269 у ригистру надлежног Завода је 26.5.2020. године.